# Вила Алцано (Терамо)
Вила Алцано (итал. Villa Alzano) је насеље у Италији у округу Терамо, региону Абруцо.
Према процени из 2011. у насељу је живело 37 становника. Насеље се налази на надморској висини од 486 м.